# Jorge Dragone
Jorge Dragone (General Villegas; 12 de febrero de 1927 - Buenos Aires; 31 de mayo de 2020) cuyo nombre completo era Nicolás Jorge Dragone, fue un arreglista, pianista, director de orquesta y compositor dedicado al género del tango.

## Actividad profesional
En General Villegas cursó la escuela primaria y parte de la secundaria; la música le atrajo desde chico, estudió piano, a los 12 años se recibió de profesor elemental de piano, teoría y solfeo en el Conservatorio Chopin y debutó en una orquesta que tocaba los diversos ritmos de moda; en ella, cuando le tocaba al tango, marcaba desde el piano un estilo mezcla de Juan D'Arienzo y Rodolfo Biagi.
A los quince años se mudó a Buenos Aires y enseguida reemplazó a Carlos Figari en el trío que dirigía Antonio Sureda desde el bandoneón y completaba el violinista Oscar Valpreda. Fue progresando en sus conocimientos y alternó en otras orquestas como la de José Francisco García y sus Zorros Grises y la de Edgardo Donato. En 1946 formó su primera orquesta, para actuar en Radio Mitre, bailes en La Cigale de la calle Corrientes al 1100 y en clubes y otros locales; dos años después trabajó en el conjunto de Toto Rodríguez en el cual en ese momento cantaba Alberto Marino. En 1950 reemplazó durante algunos meses a Héctor Grané en la orquesta de Pedro Laurenz. Otros conjuntos en los que participó fueron el de Juan Sánchez Gorio y, entre 1951 y 1952, el de Florindo Sassone cuando allí cantaba Rodolfo Galé.
Entre 1954 y 1960 integró la orquesta de Ángel Condercuri que acompañaba a Alberto Castillo, alternando durante 1957, dirigiendo su propia orquesta para acompañar a Argentino Ledesma en los bailes de Carnaval del Club Atlético Atlanta, en la grabación de su primer larga duración, actuaciones en radio y en giras por Chile y Perú. En 1967 viajó a Japón integrando el Quinteto Gloria, que completaban el violinista Claudio González, el contrabajista Rafael Ferro y los bandoneonistas Carmelo Gentiluomo y José Libertella, con la dirección de este último; el conjunto acompañaba las presentaciones realizadas en varios teatros por Edmundo Rivero.
En 1973 se presentó en México acompañando a Hugo del Carril y permaneció allí seis meses. En 1975 comenzó a hacer presentaciones en Colombia, siempre en el aniversario de la muerte de Gardel, y en 1995 ya llevaba completados 12 viajes a ese país. Con Hugo del Carril hizo una nueva gira en 1982 por Nueva York, Venezuela, México, Perú y Brasil. En 1983 volvió por 40 días a Japón con un trío formado con el bandoneonista Eduardo Cordobez y el contrabajista Juan Carlos Esteve para actuar en una cadena de hoteles y acompañando a voces femeninas japonesas. Al año siguiente repitieron la gira y en 1987 retornó con el espectáculo Época de Tango, esta vez con el cantor Enrique Dumas, dos parejas de bailarines y el Cuarteto del Centenario, que dirigía el guitarrista Eduardo Valle. Para esta gira, en 1986, en Buenos Aires graba 16 temas con su sexteto y la participación de Enrique Dumas un CD a pedido del empresario de Japón, siendo este disco el primer CD de tango realizado en el mundo producido por la compañía discográfica RCA Víctor y lanzado ese año en Asia y Europa
En 1990 nuevamente a Japón, esta vez con la Orquesta Símbolo «Francisco Canaro», que dirigía Oscar Bassil, con las voces de Daniel Cortés y de Virginia Luque. Finalizada la gira de la orquesta se quedó actuando con otros músicos. En 1996 y 1997 hizo presentaciones en Alemania, Suiza, Bélgica, Holanda, Noruega y Austria y Alemania; en 1998 acompañó a Héctor Omar en actuaciones en Ámsterdam, Utrecht, Zúrich, Berna, Oslo, Basilea, entre otras, y al año siguiente lo acompañó en la grabación de un disco. Una actuación posterior la hizo con el bandoneonista Cacho Giannini en el recital de la Orquesta Sinfónica de Bahía Blanca, en el que fue el arreglista de las obras interpretadas bajo la dirección de Mario Grossi, incluyendo dos temas de su autoría, Tangorama y Espacial. 
Entre los otros cantores a los que acompañó en giras y grabaciones se encuentran Héctor Mauré, Mario Bustos, Alberto Morán, Carlos Dante, Floreal Ruiz y Jorge Valdez. En 2001, Rafaela Canaro (hija del maestro Francisco Canaro) lo nombró director y arreglador de la Orquesta Símbolo Francisco Canaro, y del Quinteto Pirincho. 
En 1960 Dragone participó en el filme El asalto (1960) dirigido por Kurt Land.
En 2004 participa con su Orquesta típica en el film de Juan José Campanella, Luna de Avellaneda protagonizada por Ricardo Darín
Mercedes Morán
Eduardo Blanco
Valeria Bertuccelli

Jorge Dragone falleció el 31 de mayo de 2020 en Buenos Aires a los noventa y tres años.

## Compositor
Jorge Dragone tiene 614 obras registradas como de su autoría –la mayoría en colaboración- que además de tangos y milongas incluyen piezas de otros ritmos, tales como A bailar limborock, Candonga y A pachanguear, entre otras.
 Una de sus obras más difundidas es la milonga Zapatitos de raso, con letra de Fernando Caprio que, entre otros, grabaron la orquesta de Dragone con la voz de Argentino Ledesma, la de Juan D'Arienzo con las voces de Armando Laborde y Osvaldo Ramos (1970) y Ángel Vargas acompañado por la orquesta de Edelmiro d'Amario.

## Reconocimientos
Su ciudad natal lo galardonó con el título de Ciudadano ilustre de General Villegas y la Academia Nacional del Tango lo designó académico de Honor y al cumplir en 2017, setenta y cinco años de trayectoria y sesenta años como director de orquesta le entregó el Premio Gobbi de Oro.